# Eudule aluta
Eudule aluta là một loài bướm đêm trong họ Geometridae.